# Trichostrongylus vitrinus
Trichostrongylus vitrinus är en rundmaskart som beskrevs av Looss 1905. Trichostrongylus vitrinus ingår i släktet Trichostrongylus och familjen Trichostrongylidae. Arten är reproducerande i Sverige. Inga underarter finns listade i Catalogue of Life.